# Ahmet Zappa
Ahmet Emuukha Rodan Zappa (* 15. května 1974, Los Angeles, Kalifornie, Spojené státy americké) je americký hudebník, herec a spisovatel. Je třetí ze čtyř dětí Franka Zappy.

## Diskografie
- Confessions (1991)
- Shampoohorn (1994)
- Music For Pets (1996)
- Leather Dynamite (2002)

## Filmografie
- Pump Up the Volume (1990)
- Jack Frost (1998)
- Ready To Rumble (2000)
- Fraggle Rock: The Movie (2006)